# Pseudognaphalium liebmannii
Pseudognaphalium liebmannii là một loài thực vật có hoa trong họ Cúc. Loài này được (Sch.Bip. ex Klatt) Anderb. miêu tả khoa học đầu tiên năm 1991.